# واسع
واسع (به تاجیکی: Восеъ) یا خلبوک (به تاجیکی: Ҳулбук) شهری در استان ختلان کشور تاجیکستان است. جمعیت این شهر ۲۵٬۱۴۵ نفر است.

## نگارخانه

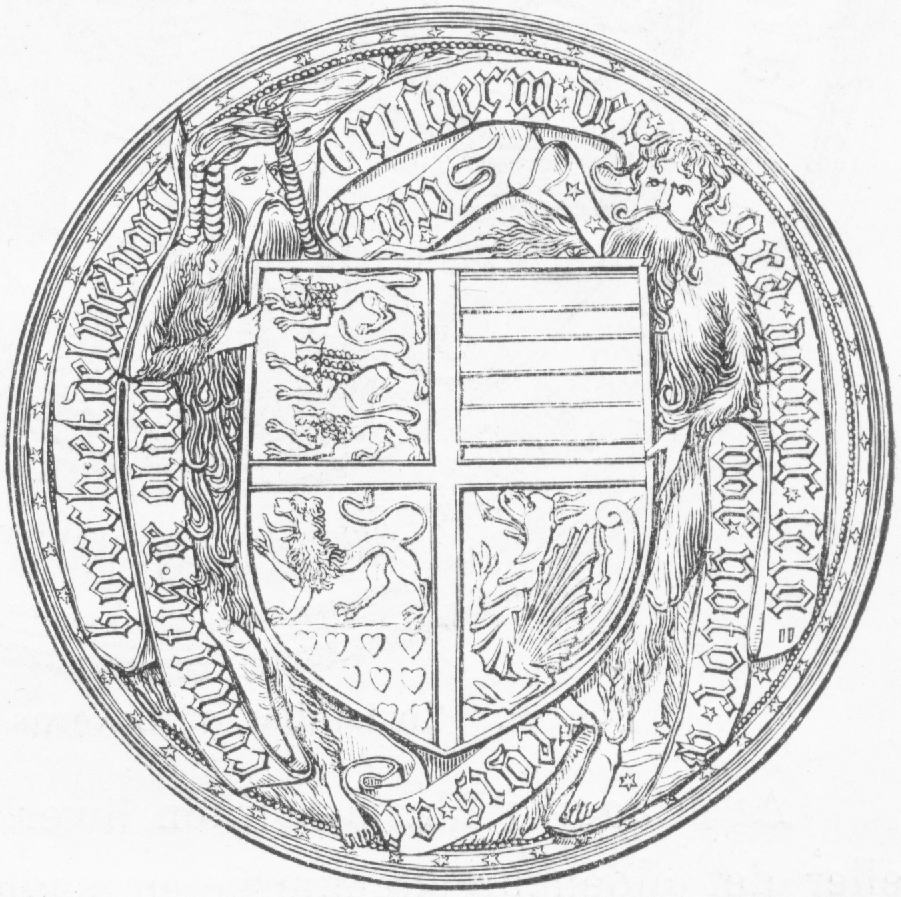
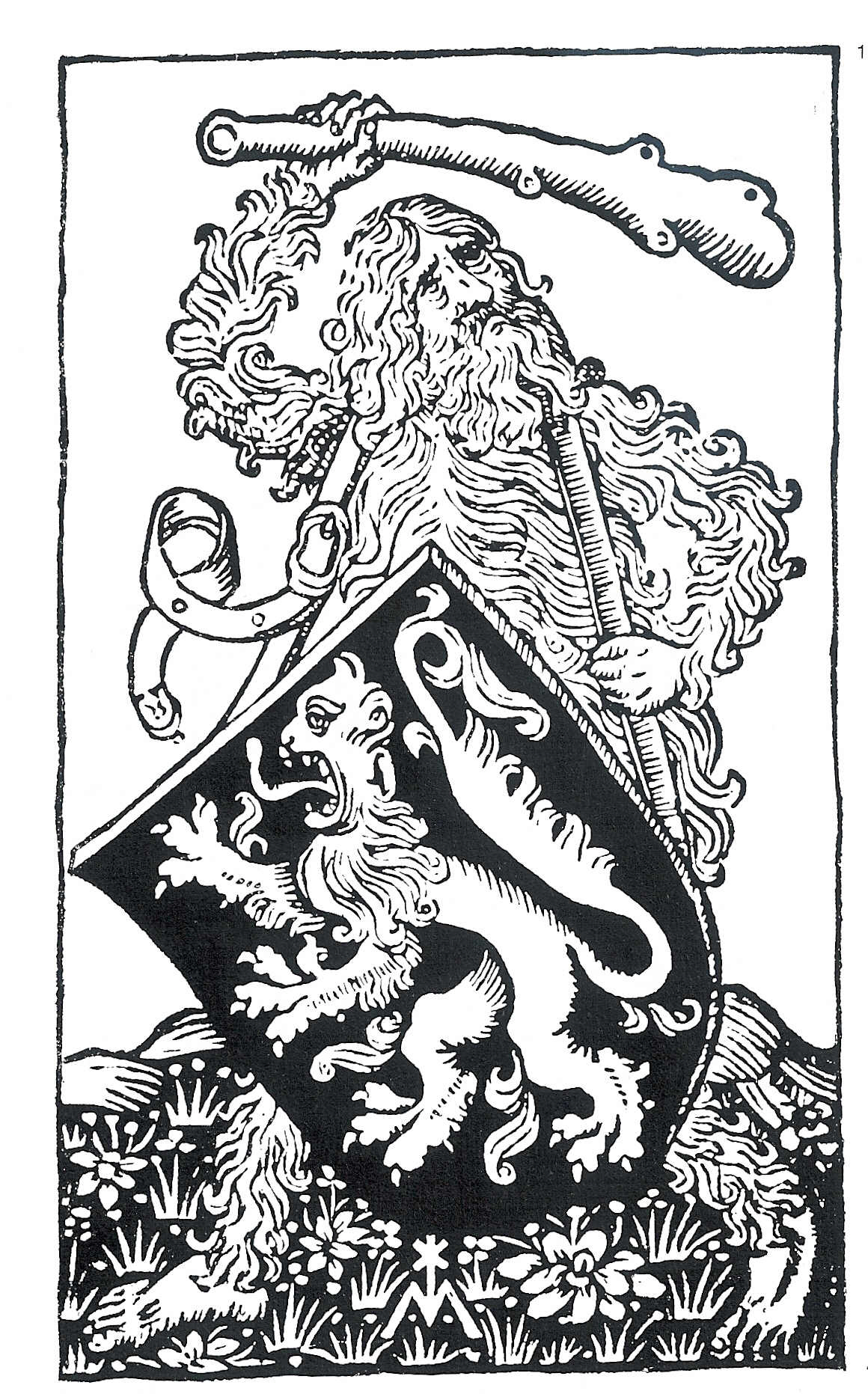
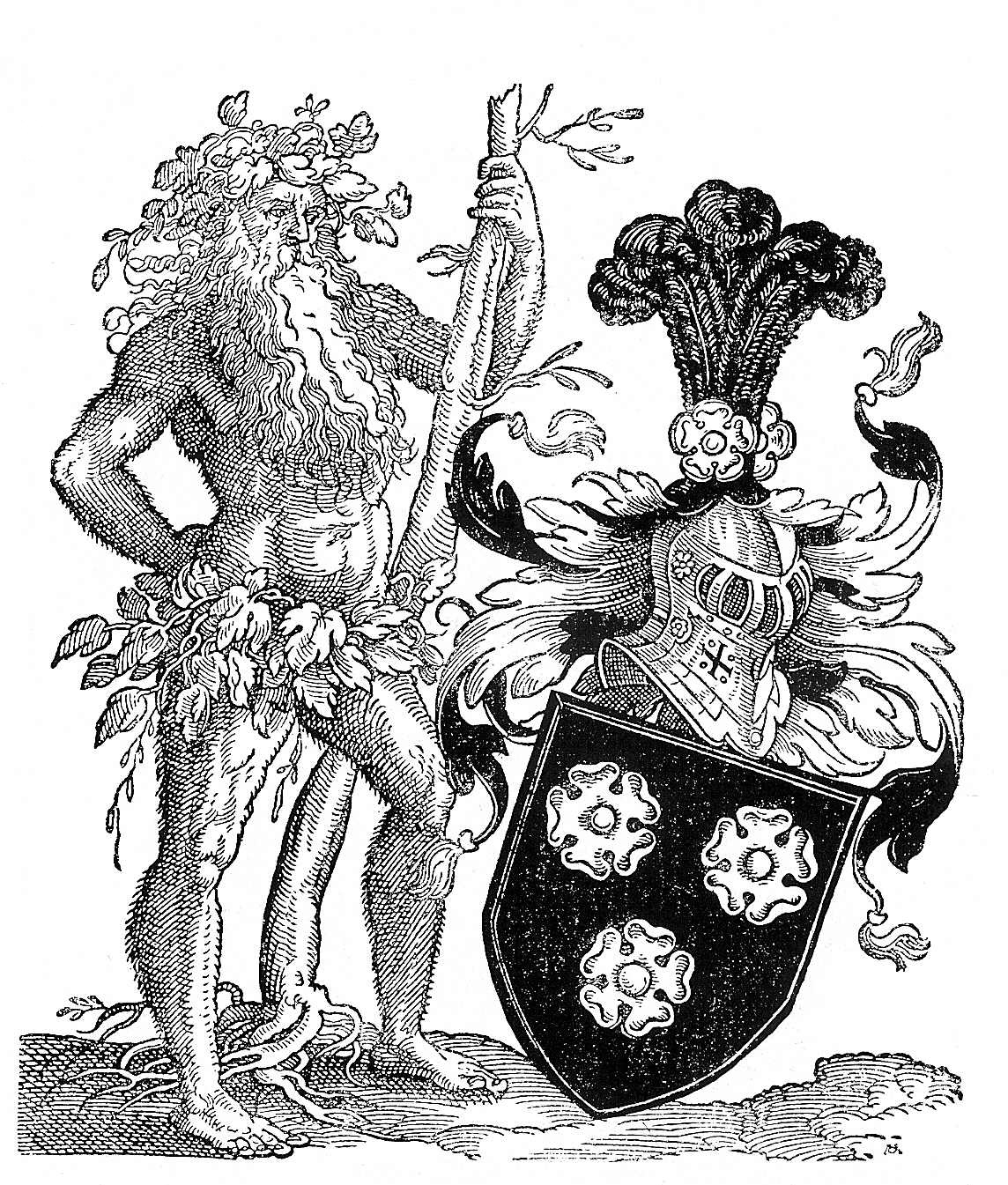
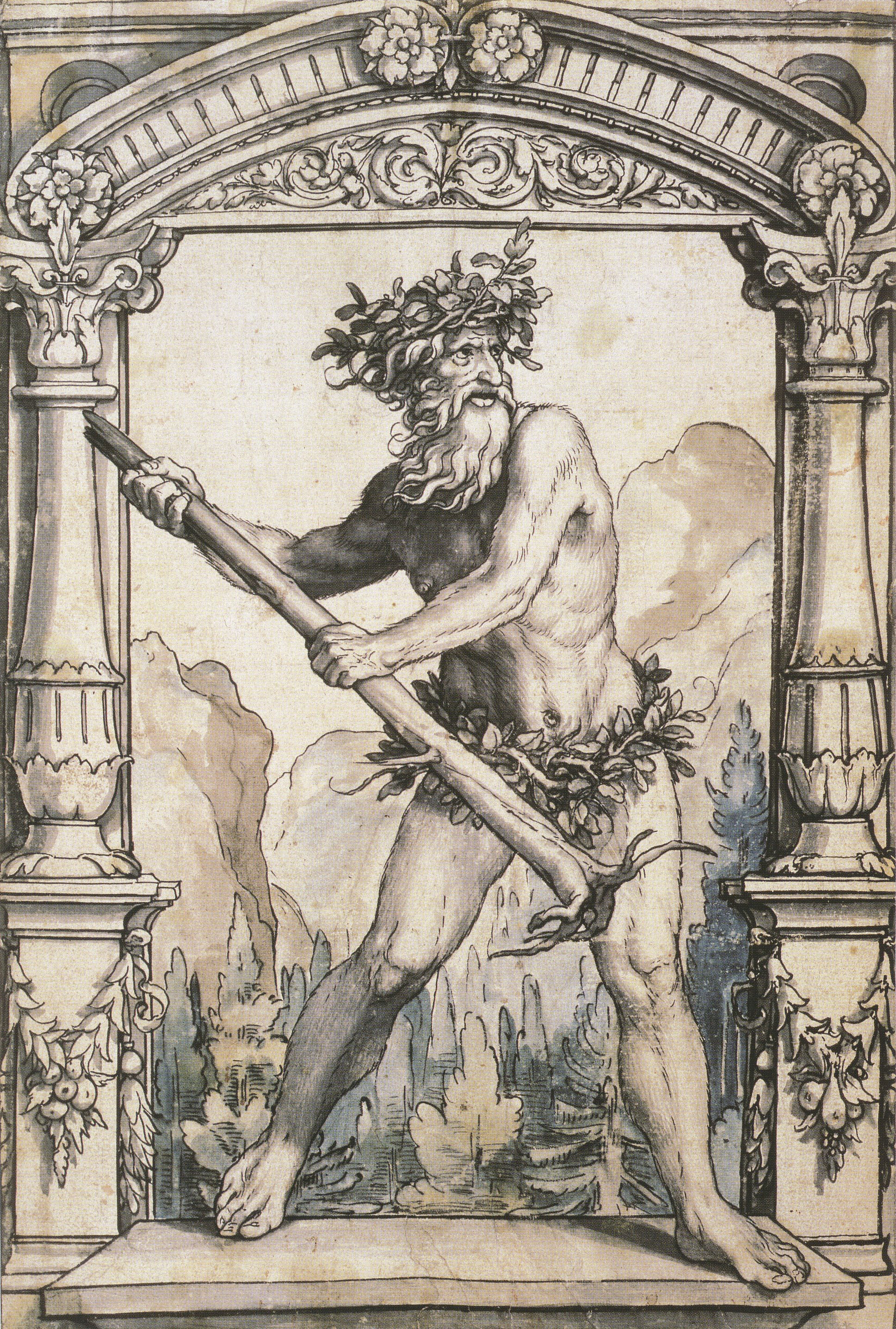